# Universität Alcalá (1977–heute)
1. WEITERLEITUNG Universität Alcalá (1977)